# 草鹿丁卯次郎
草鹿 丁卯次郎（くさか ちょうじろう、1867年3月7日（慶応3年2月2日） - 1931年（昭和6年）4月24日）は、日本の学者、実業家。現在の石川県加賀市大聖寺出身。加賀国大聖寺藩藩医（禄高：150石）・草鹿泰冲（蓮浦）の次男。兄は草鹿甲子太郎（衆議院議員、弁護士、神戸日華実業協会理事長）。子息については後節を参照。

## 来歴
大聖寺小学校（現・加賀市立錦城小学校）を経て、金沢一中を卒業。1884年（明治17年）に東京外国語学校（現・東京外国語大学）を卒業し、翌年東京にて学習院助教授を務めたがその後ドイツに留学、1887年（明治20年）に留学先のイェーナ大学を卒業し、哲学の学位を取得している。
帰国後は独逸協会学校（現・獨協大学）講師、山口高等学校（現・山口大学）教務嘱託となる。1898年（明治31年）に金沢に戻って第四高等学校にてドイツ語の講師となる。その後実業界に転じ、1901年（明治34年）には旧鴻池銀行金沢支店長を務めた。1903年（明治36年）には、同郷であり後に住友財閥総理事となる小倉正恒および鈴木馬左也からの推薦により住友財閥（住友家）に迎えられ、住友本社理事、住友倉庫常務総支配人、住友銀行監査役などを務めた。丁卯次郎が入った頃の住友家の家長は西園寺公望の弟で西園寺家から養子に入った住友友純（住友吉左衛門/住友春翠）、総理事は住友財閥の基礎を作った伊庭貞剛であった。丁卯次郎は後年実質的に住友家の番頭格となり、住友友純（春翠）の側近となっている。
戒名は「南東院清風宗園居士」、墓所は京都妙心寺塔頭の仙壽院（非公開）にある。

### 学者・研究者として
イェーナ大学在学中にカール・マルクスの『資本論』を知り、これを日本に紹介した。ただし、丁卯次郎本人は共産主義・社会主義に傾倒していたわけではない。
著書に辞書『獨話會話編』（須原鐡二発行、1886年（明治19年））、編著に『欧米各国株式会社要解』（博文館、1896年（明治29年））、論文「Das Japanische Geldwesen (日本の通貨制度）」（Verlag von R.L. Prager, Berlin発行 1890年（明治23年））がある。また、訳書として、グスターフ・シェーンベルヒ『工業的労働者問題」（経濟雑誌社、1902年(明治35年)、依田昌言との共訳）、フォン・コスタネッキ『倉庫證券論』（住友倉庫（編）、吉川弘文館、 1905年（明治38年））がある。このほか、1892年（明治25年）頃から『国家学会雑誌』に社会問題やマルクス、フェルディナント・ラッサールについて執筆した。

## 交友関係
香川善治郎は山岡鉄舟の弟子であり、鉄舟が開祖の一刀正伝無刀流の師範である。第四高等学校で剣道師範を務め、この間丁卯次郎と親交が生まれている。後に香川は金沢出身の総理事鈴木馬左也や丁卯次郎らの招聘によって、住友道場剣道師範として住友財閥に迎えられた。丁卯次郎自身も鈴木とともに稽古に励んだが、息子のうち特に龍之介と浅之介を香川に師事させ、龍之介は後に一刀世伝無刀流第四代を継いでいる。当時の住友財閥は石川県出身者を多く起用しており、前田家とも深い関係にあった。
西田幾多郎とは第四高等学校時代に親しくなり、交友は両者が関西に拠点を移した（西田は京都帝国大学教授となる）後も続いた。
住友時代は、大阪北畠（現・阿倍野区内）に邸宅を構え邸内の書院を「南東軒」と称し、前記の香川善次郎、西田幾多郎、鈴木大拙など多くの友人が訪れて親交を温めた。また、次男浅之介の第一高等学校における親友だった尾崎秀実も学生当時台湾への帰省途中にこの丁卯次郎邸に立ち寄っている。

## 家系・家族
草鹿家は元は小山と称し、一説によれば伊豆国の出身。室町時代ごろ主君工藤家に仕えて伊勢国に移っている。戦国時代後期より加賀国に移り、前田家に匿われた際に伊勢飯高郡波瀬にある草鹿野（そうがの）の地名をとって草鹿と改名（草鹿(くさじし)の矢に長じていたためという説もある）し、以後代々大聖寺藩藩医として加賀前田家に仕えた家系である。父・草鹿泰冲の禄高は150石であった。なお、明治維新後は医業を廃業している。
4男4女を設け、龍之介以外の子息3人の名前はそれぞれ金沢の川(犀川・浅野川）と山（卯辰山）に由来している（龍之介と卯之介については干支に因んで命名されたという説もある）。丁卯次郎は子息の教育にはことのほか厳しく、4人の男子をそれぞれ士農工商に分け、国のために尽くすように計らった（三男の浅之介のみ「法」の道に進んだ）。
長男は連合艦隊参謀長を務めた海軍軍人の草鹿龍之介、次男は北海道紋別/草鹿牧場の草鹿犀之介、三男は最高裁判所判事、弁護士の草鹿浅之介、四男は戦前インドネシアにて草鹿商会を経営した草鹿卯之介である。また、甥には海軍軍人(南東方面艦隊司令長官、海軍兵学校校長)の草鹿任一がいる。父である草鹿泰冲(蓮浦)は34歳の若さで早世し、本家は兄が継ぎ、丁卯次郎は叔父である草鹿瑍(彰)（富山県判事）に子供がいなかったため、分家の家督を継いだ。
次男の犀之介には当時住友が鉱山を保有(鴻之舞鉱山)していた北海道紋別の近く（元紋別）に土地取得の支援をし、酪農業を行なわせた。犀之介は盛岡高等農林学校(現・岩手大学農学部）にて畜産を専修し、卒業後自然環境が過酷な紋別の地に入植し、父の教えに従い果敢に開拓を行い同地における酪農業の基礎を作った。丁卯次郎は犀之介に当時最新鋭の暖房設備を備えた住宅を贈り、自身も大阪から紋別の地に足を運び愛息を労わる事を忘れなかった。現在もこの住宅は同地にあり、紋別の旧草鹿邸として子孫により大切に維持管理されている。